# Immergrüne Magnolie
Die Immergrüne Magnolie (Magnolia grandiflora) ist eine Pflanzenart aus der Gattung der Magnolien (Magnolia) innerhalb der Familie der Magnoliengewächse (Magnoliaceae). Sie wächst als immergrüner Baum im Südosten Nordamerikas, wo sie häufig als Ziergehölz kultiviert wird und als eine Charakterpflanze der Südstaaten gilt. Dort wird sie „southern magnolia“ oder einfach nur „magnolia“ genannt.

## Beschreibung

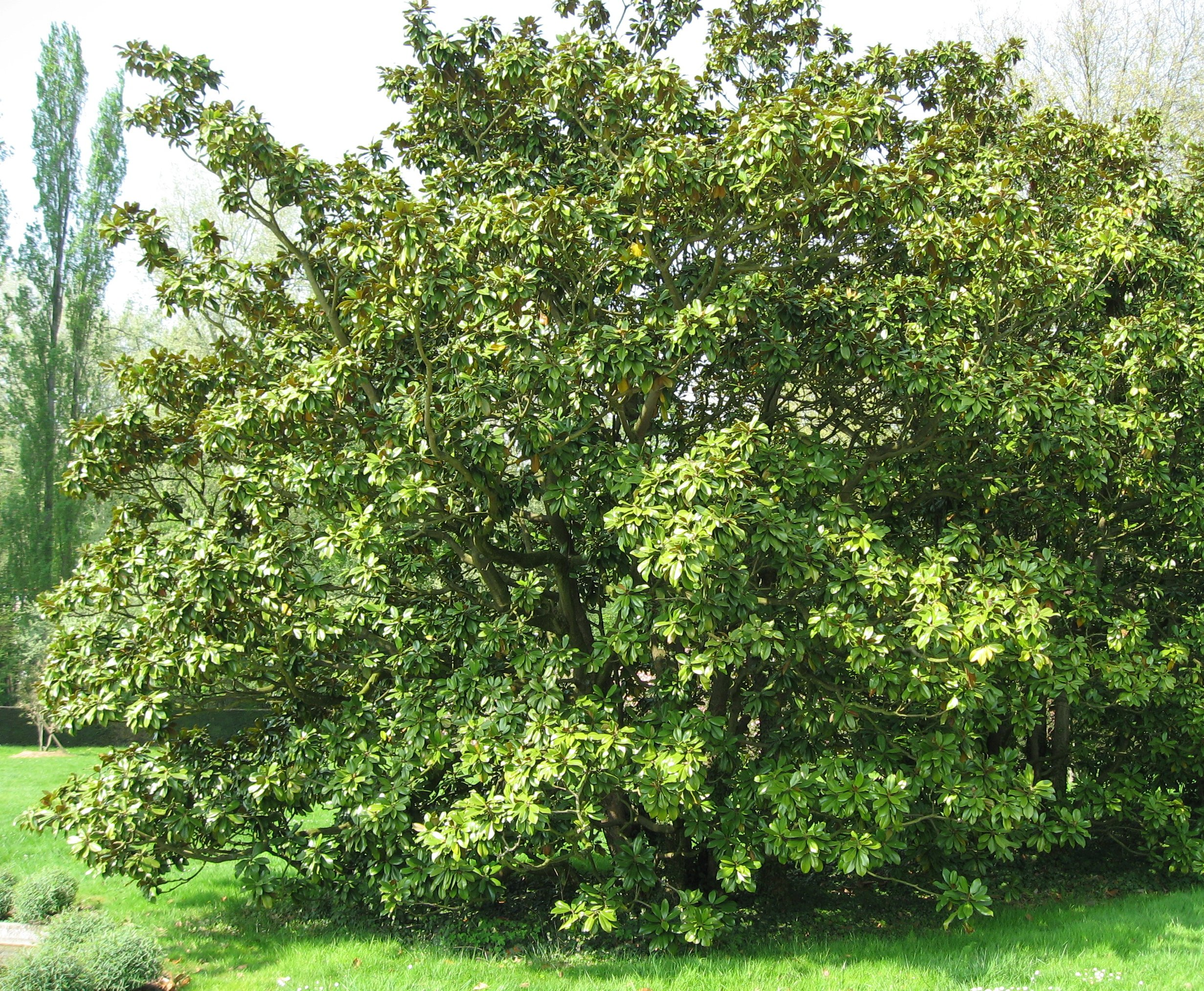
Habitus und breiter Kronenaufbau

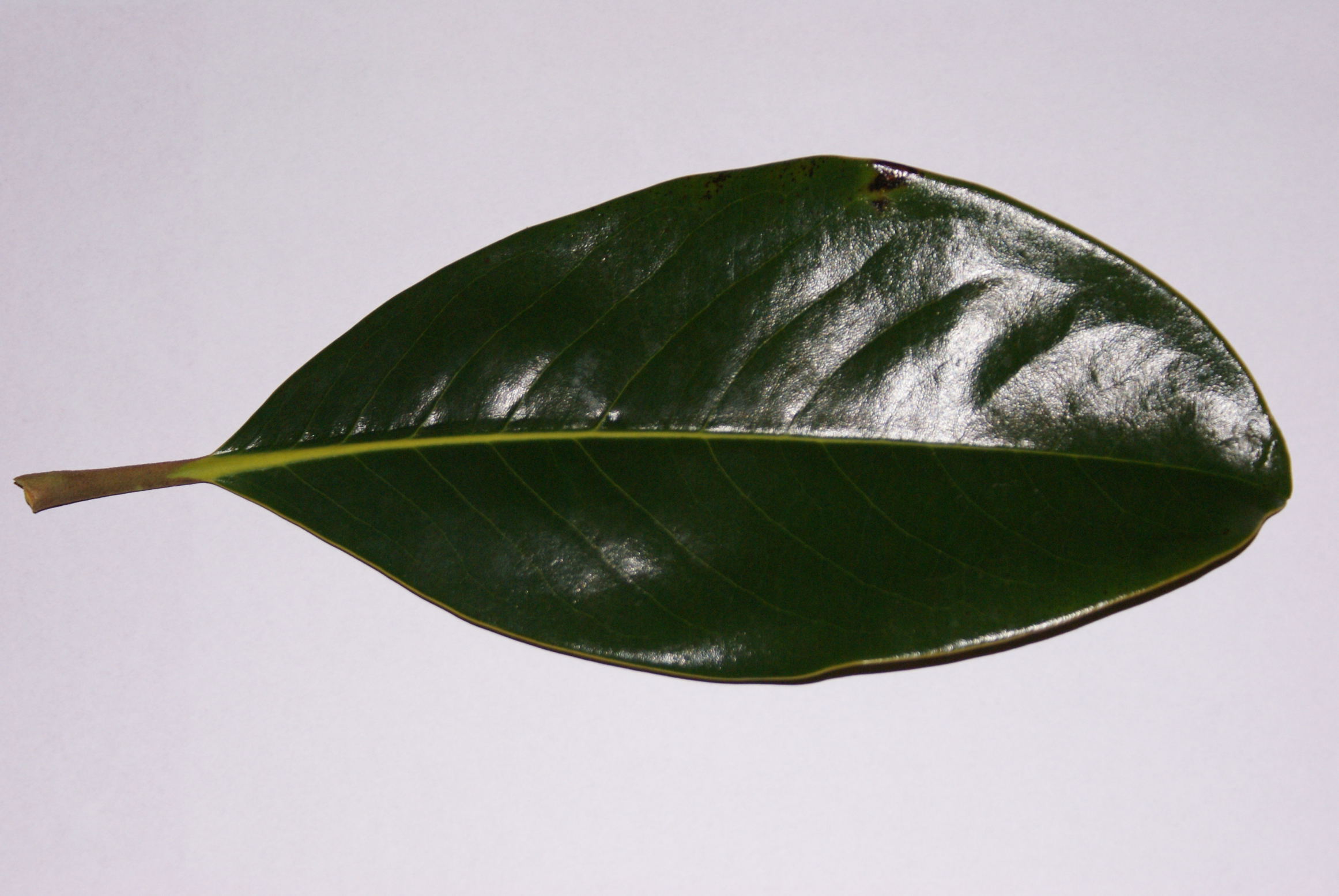
Gestieltes, einfaches, ledriges Laubblatt

### Erscheinungsbild und Blatt
Die Immergrüne Magnolie ist ein immergrüner Baum und erreicht Wuchshöhen von etwa 25 Metern, in Ausnahmefällen über 35 Meter. Die Rinde junger Zweige und die Knospen sind dicht behaart, ältere Zweige dagegen besitzen eine kahle, dünne, graue Rinde, die an Ästen und Stämmen zu einer dicken, in Platten aufreißenden Borke wird. Die Krone ist breit und rund, die Äste sind wenig verzweigt. Sämlinge entwickeln zuerst eine Pfahlwurzel, im Alter wird diese Magnolien-Art ein Herzwurzler.
Die deutlich wechselständig angeordneten Laubblätter sind in Blattstiel und -spreite gegliedert. Die einfache, relativ dicke und ledrige, ganzrandige Blattspreite ist bei einer Länge von meist 13 bis 20 (7,5 bis 26) Zentimeter und einer Breite von meist 6 bis 10 (4,5 bis 12,5) Zentimeter elliptisch oder verkehrt-eiförmig, mit keilförmiger bis spitzer Spreitenbasis und am oberen Ende spitz bis bespitzt oder mit kurzer Träufelspitze, selten stumpf. Die Blattunterseite ist dicht rot-braun behaart oder auch kahl. Die Blattoberseite ist kahl und glänzend, leuchtend-grün. Die zwei freien Nebenblätter sind 4,5 bis 13 Zentimeter lang sowie 1,5 bis 3,5 Zentimeter breit und unterseits dicht, braun seidig behaart; manchmal sind sie tief gekerbt.

### Generative Merkmale

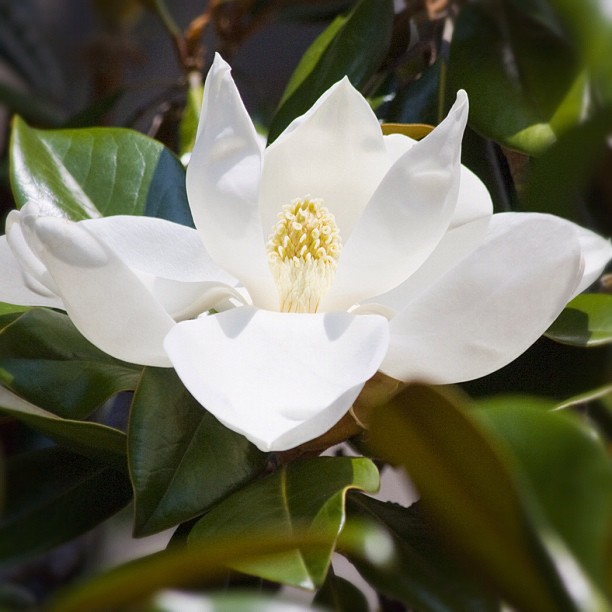
Blüte von der Seite

Die reinweißen und angenehm duftenden Blüten gehören zu den größten Baumblüten überhaupt. Sie sind 15 bis 30 Zentimeter breit, manche Sorten erreichen auch 45 Zentimeter Blütendurchmesser. Sie erscheinen von Mai bis Juni über einen Zeitraum von einigen Wochen verteilt, über den Sommer sieht man immer wieder einzelne Blüten. Die Blütenknospen werden von zwei behaarten Hochblättern umhüllt. Die Blütenhüllblätter sind cremeweiß. Die äußeren drei Blütenhüllblätter sind kleiner, grünlich und zurückgeschlagen, es folgen weiter sechs bis zwölf innere Blütenhüllblätter. Im Zentrum der Blüte befinden sich 200 bis 400 Staubblätter mit violetten Staubfäden sowie 50 bis 80 Stempel.

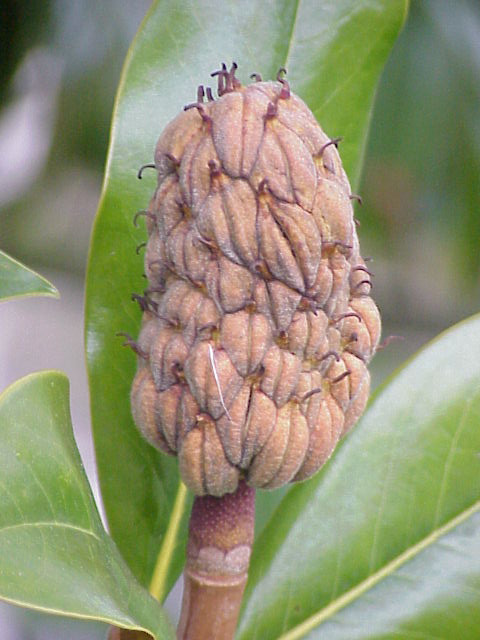
Unreifer Fruchtzapfen

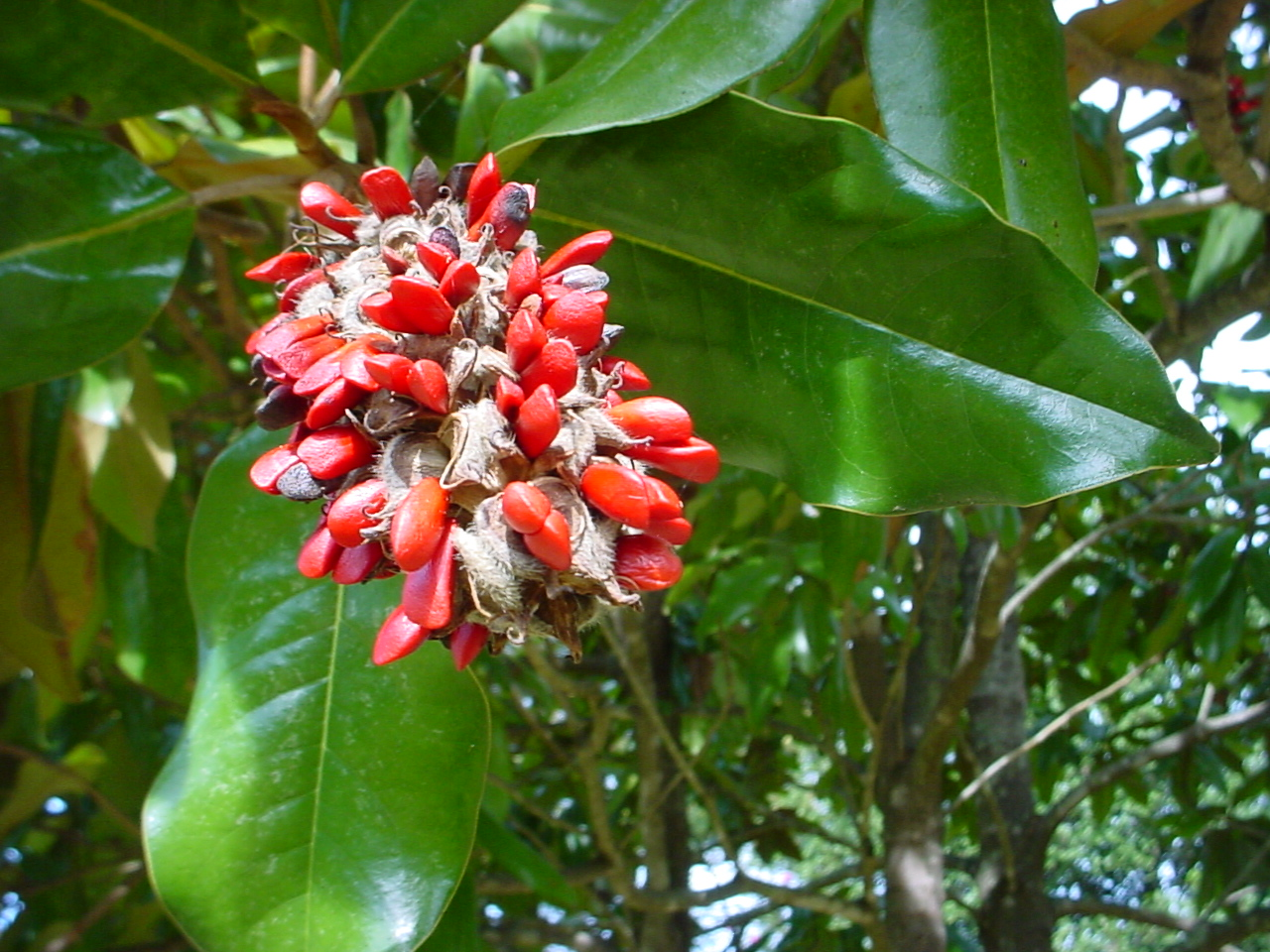
Geöffnete Früchte mit Samen roter Sarkotesta

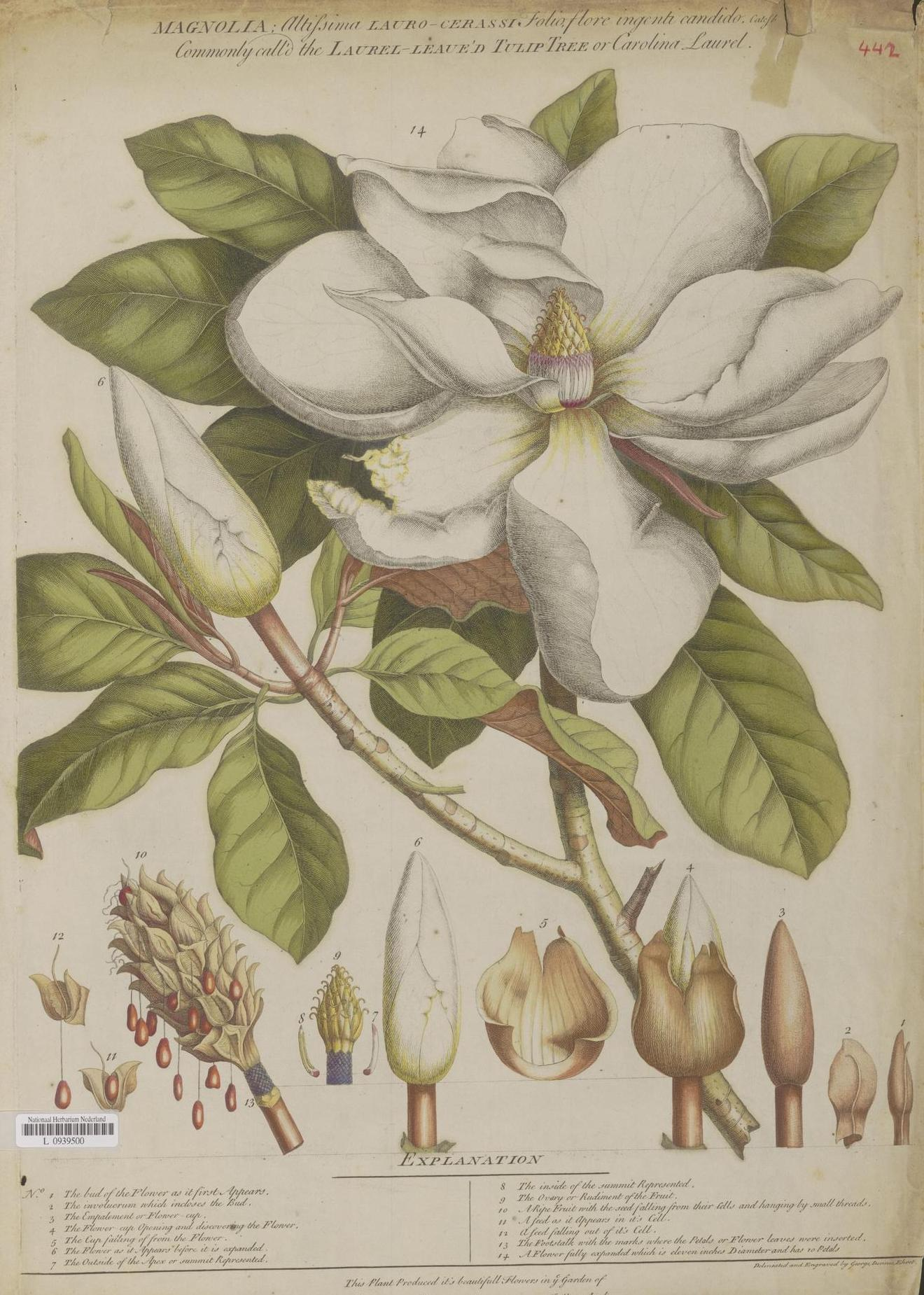
Georg Dionysius Ehret: Laurel tree of Carolina von Catesby

Die Sammelbalgfrüchte (Follicetum) sind zylindrisch bis oval geformt, 7 bis 10 Zentimeter lang und 3 bis 4 Zentimeter breit. Ihre Farbe ist bräunlich, sie sind weich behaart. Die Samen sind etwa 1 Zentimeter groß, mit roter Sarkotesta, linsenförmig bis rundlich. Bei der Reife öffnen sich die einzelnen Balgfrüchte und die Samen hängen für kurze Zeit an dünnen Fäden aus der Frucht heraus. Die epigäische Keimung findet frühestens im darauffolgenden Jahr statt.
Die Chromosomenzahl beträgt 6n = 114, sie sind also hexaploid.

## Ökologie
Die Immergrüne Magnolie wächst in immergrünen bis laubabwerfenden Laubwäldern. Weitere Pflanzenarten, die dort häufig vorkommen, sind Fagus grandifolia, Amberbaum, Tulpenbaum, die Eichen-Arten Quercus falcata und Amerikanische Weiß-Eiche (Quercus alba), sowie die Hickory-Arten Carya tomentosa und Carya glabra. Im Unterwuchs findet man den Blüten-Hartriegel (Cornus florida), das Pfaffenhütchen Euonymus americanus sowie Myrica cerifera. Die Wälder sind reich an Lianen, einige Epiphyten treten auf (Tillandsia usneoides).
Die Sämlinge haben die Fähigkeit, auch im Schatten unter einem geschlossenen Kronendach aufzuwachsen. Damit ist die Immergrüne Magnolie keine Pionierpflanze, sondern ein Vertreter langfristig ungestörter Wälder. Ältere Bäume überstehen Feuer recht gut und haben auch die Möglichkeit aus den Wurzeln neu auszutreiben, falls die oberirdischen Pflanzenteile zerstört wurden. Stark von Feuer beeinflusste Wälder im Verbreitungsgebiet werden allerdings eher von Kiefern besiedelt, die Immergrüne Magnolie wandert in solche Flächen ein, wenn der Mensch für Schutz vor Waldbränden sorgt.
Die Blüten werden hauptsächlich von Käfern besucht, die Samen werden oft von Grauhörnchen und Opossums gefressen, sowie vom Truthuhn, Wachteln und anderen Vögeln.

## Vorkommen
Die Immergrüne Magnolie stammt aus dem südöstlichen Nordamerika bis nach Texas. Sie gedeiht in den Küstenniederungen am Golf von Mexiko und am Atlantik. Die meisten Standorte liegen unterhalb Höhenlagen von 60 Metern, selten steigt sie bis auf 150 Meter. Im Nordosten reicht ihr Areal bis nach North Carolina, im Südwesten bis Texas. Im Südwesten ist sie auch am häufigsten, also in den Staaten Mississippi, Louisiana und Texas. Das Klima ist warm-gemäßigt bis subtropisch, die Temperaturen fallen selten unter −10 °C. Der Jahresniederschlag ist recht hoch bei 1000 bis 1500 mm, nur im äußersten Westen des Verbreitungsgebietes kommt es zu sommerlichen Trockenperioden.
Die Standorte der Immergrünen Magnolie liegen bevorzugt in Flussniederungen oder nahe an Sümpfen. Dauernde Staunässe wird nicht vertragen, Überschwemmung nur kurzfristig. Die Böden müssen gut durchlässig und nährstoffreich sein, der pH-Wert liegt im sauren Bereich.

## Systematik
Die Erstveröffentlichung von Magnolia grandiflora erfolgte 1759 durch Carl von Linné in Systema Naturae, Editio Decima, 2, 1082. Das Artepitheton grandiflora bedeutet „großblütig“.
Die Magnolia grandiflora gehört zur Sektion Magnolia aus der Untergattung Magnolia innerhalb der Gattung Magnolia. Nächste Verwandte sind eine Reihe weiterer Nord- und Mittelamerikanischer Magnolien-Arten, wie die Magnolia virginiana. Über das Verbreitungsgebiet gibt es eine beträchtliche Variationsbreite, besonders in Form und Behaarung der Blätter.

## Verwendung
Besonders im natürlichen Verbreitungsgebiet, aber auch in anderen Erdteilen, wird die Immergrüne Magnolie als Ziergehölz gepflanzt. In den Südstaaten der USA ist sie die bekannteste Magnolie und häufig in Parks zu sehen, in Louisiana und Mississippi ist sie „state tree“. Sie ist zwar weniger winterhart als die Tulpen-Magnolie, in milden Regionen kann sie jedoch ausgepflanzt werden. Im südlichen Europa findet man sie häufig in Parks und Gärten. Für diese Zwecke wurde eine Reihe von Sorten ausgelesen:
- 'Bracken's Brown Beauty' - Blätter und Blüten sehr klein, Pflanze mit dichter pyramidaler Krone, eine der winterhärtesten Sorten.
- 'Edith Bogue' - Kleiner Baum, ebenfalls sehr winterhart.
- 'Exmouth' - sehr alte Sorte, schon seit 1737 nachweisbar. Schlanke Krone und schmale Blätter, in Europa im Handel erhältlich.
- 'Galissonière' - Pyramidale Krone, große Blüten und gute Winterhärte. Eine der wenigen in Europa erhältlichen Sorten, seit 1745 bekannt. Auspflanzversuche in Winterhärtezone 7b in den letzten Jahren sind geglückt. Ein Winterschutz sollte jedoch evtl. bei tieferen Temperaturen angebracht werden.
- 'Little Gem' - Kompakte, schmale Pflanzen, Blätter und Blüten recht klein. Frostempfindlich.
- 'Victoria' - Bildet kleine kompakte Bäume, stammt aus Kanada und ist ebenfalls sehr winterhart. Vermutlich Winterhärtezone 7b.

Einige Kreuzungen mit der Immergrünen Magnolie als Partner wurden durchgeführt, allerdings gleichen die Kreuzungen zwischen dieser hexaploiden Art (6n=114) und anderen, diploiden Arten (2n=38) fast völlig der ersteren. Versuche, auf diese Weise rosa oder gelb blühende, immergrüne Pflanzen zu erzielen, schlugen fehl.
- „Freeman-Hybriden“, eine Serie von Kreuzungen aus Magnolia grandiflora × Magnolia virginiana, 1930 von Oliver M. Freeman am U.S. National Arboretum durchgeführt.
- 'Shirley Curry' - Magnolia coco × Magnolia grandiflora

Für die Blumenbinderei werden die Blätter, die sich lange halten, ohne zu welken, gebraucht.
Das Holz ist nicht beständig und mittelschwer, -hart, es wird auch im Möbelbau verwendet.
Die Choctaw- und Koasati-Indianer nutzten die Rinde als Medizin.